# Henk Wisman
Henk Wisman (Amsterdam, 19 mei 1957) is een Nederlandse oud-voetballer die na zijn voetbalcarrière trainer werd. Momenteel is hij trainer van Tweede Divisionist Rijnsburgse Boys uit Rijnsburg.
Wisman begon zijn carrière bij de jeugd van Ajax, waar hij echter nooit wist door te breken. Daarna speelde hij voor FC Amsterdam en SC Amersfoort. Hij stopte met professioneel voetbal in 1980. Vlak daarna begon hij met het trainersvak.
In de loop der jaren trainde hij verschillende amateurteams in Nederland. In 2000 werd hij hoofdtrainer van FC Volendam waarmee hij in 2003 promotie naar de eredivisie wist af te dwingen. In het volgende seizoen werd hij ontslagen bij FC Volendam. Daarna werd hij in 2004 hoofdtrainer van FC Den Bosch, waar hij binnen een jaar werd ontslagen wegens tegenvallende prestaties.
In mei 2005 werd Wisman aangesteld als bondscoach van Armenië. Hij had de nationale ploeg slechts acht duels onder zijn hoede en behaalde slechts één overwinning. Hij werd opgevolgd door de Schot Ian Porterfield. Tegelijkertijd met de nationale ploeg van Armenië trainde Wisman ook het eerste elftal van FC Pjoenik, wat leidde tot de landstitel in 2005.
Bij Fortuna Sittard werd trainer Wisman tijdens zijn eerste seizoen (2007-2008) ontslagen. In april 2014 degradeerde hij met amateurclub Ter Leede uit de topklasse.

## Carrière als speler
| Jaren     | Club                      |
| --------- | ------------------------- |
| 1975-1979 | FC Amsterdam              |
| 1979-1980 | SC Amersfoort             |
| 1980-1981 | Zwarte Schapen (amateurs) |

## Carrière als trainer
| Jaren     | Club             |
| --------- | ---------------- |
| 2000-2004 | FC Volendam      |
| 2004-2005 | FC Den Bosch     |
| 2005-2006 | Armenië          |
| 2005-2006 | FC Pjoenik       |
| 2007-2008 | Fortuna Sittard  |
| 2008-2011 | Almere City FC   |
| 2013      | Chiangrai United |

| Interlands Armenië onder leiding van Henk Wisman | Interlands Armenië onder leiding van Henk Wisman | Interlands Armenië onder leiding van Henk Wisman | Interlands Armenië onder leiding van Henk Wisman | Interlands Armenië onder leiding van Henk Wisman | Interlands Armenië onder leiding van Henk Wisman |
| №                                                | Datum                                            | Wedstrijd                                        | Uitslag                                          | Competitie                                       |                                                  |
| ------------------------------------------------ | ------------------------------------------------ | ------------------------------------------------ | ------------------------------------------------ | ------------------------------------------------ | ------------------------------------------------ |
| 1                                                | 04.06.2005                                       | Armenië − Macedonië                              | 1 − 2                                            | WK-kwalificatie                                  |                                                  |
| 2                                                | 08.06.2005                                       | Roemenië − Armenië                               | 3 − 0                                            | WK-kwalificatie                                  |                                                  |
| 3                                                | 17.08.2005                                       | Jordanië − Armenië                               | 0 − 0                                            | Vriendschappelijk                                |                                                  |
| 4                                                | 03.09.2005                                       | Armenië − Nederland                              | 0 − 1                                            | WK-kwalificatie                                  |                                                  |
| 5                                                | 07.09.2005                                       | Tsjechië − Armenië                               | 4 − 1                                            | WK-kwalificatie                                  |                                                  |
| 6                                                | 12.10.2005                                       | Andorra − Armenië                                | 0 − 3                                            | WK-kwalificatie                                  |                                                  |
| 7                                                | 28.02.2006                                       | Roemenië − Armenië                               | 2 − 0                                            | Vriendschappelijk                                |                                                  |
| 8                                                | 01.03.2006                                       | Cyprus − Armenië                                 | 2 − 0                                            | Vriendschappelijk                                |                                                  |

## Erelijst

### MetFC Volendam
| Nationaal                |    |           |
| Promotie naar Eredivisie | 1x | 2002/2003 |

### MetFC Pjoenik
| Nationaal      |    |      |
| Premier League | 1x | 2005 |